# Friedrich Ahlborn
Friedrich Christian Georg Ahlborn (* 4. Januar 1858 in Göttingen; † 27. Oktober 1937 in Hamburg) war ein deutscher Zoologe und Physiker.

## Leben

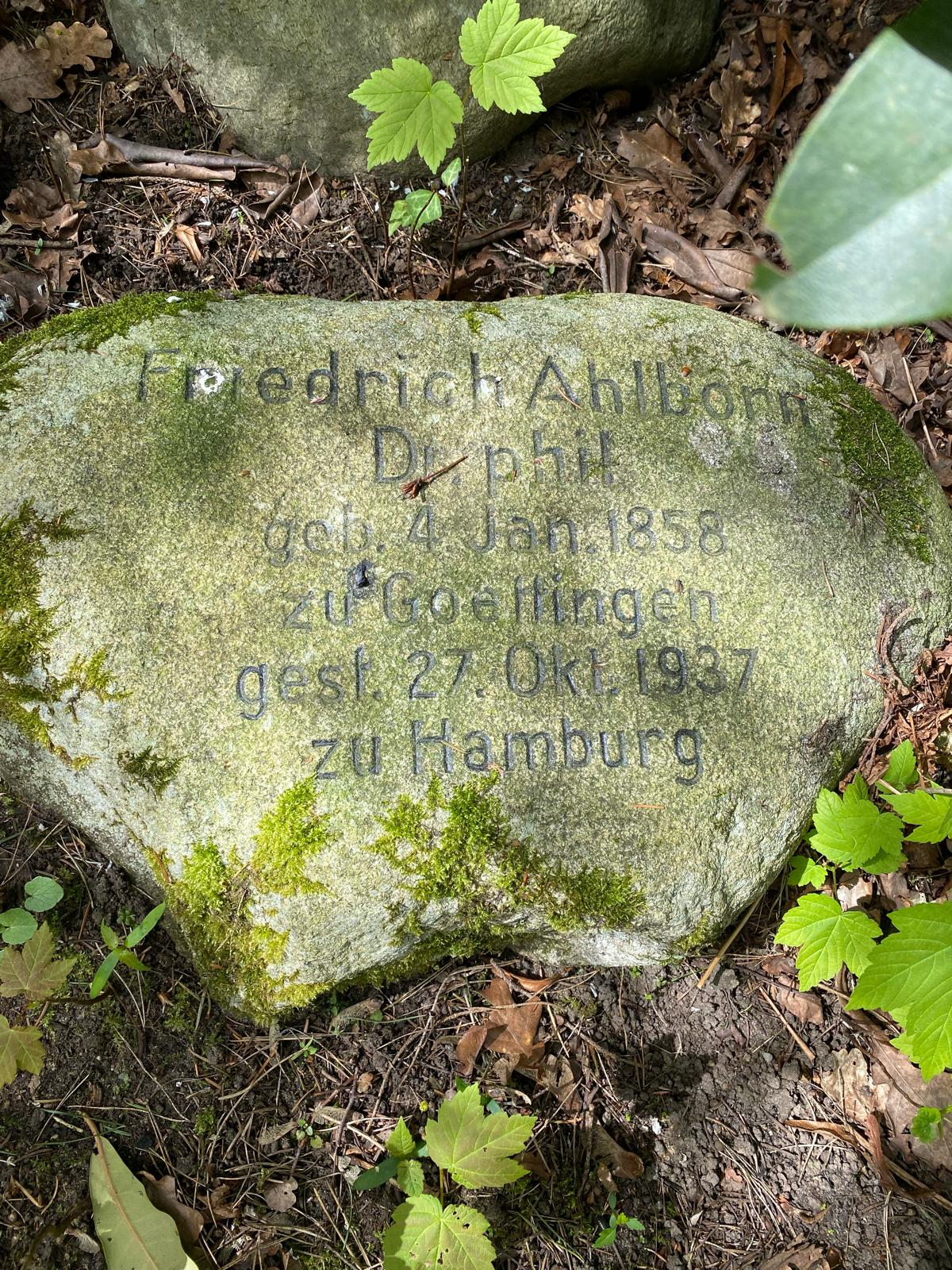
Kissenstein in der Familiengrabstätte auf dem Friedhof Ohlsdorf

Ahlborns Vater, der Relaiswagenmeister Andreas Christoph Ahlborn, starb kurz vor der Geburt des Sohnes. Friedrich Ahlborn promovierte zum Abschluss seines naturwissenschaftlichen Studiums 1882 in Göttingen bei Ernst Ehlers über das Gehirn der Petromyzonten (Neunaugen). Bis 1884 war er als Assistent am Göttinger Zoologischen Institut tätig, bevor er 1884 Lehrer am Realgymnasium des Johanneum in Hamburg wurde (später Oberlehrer; dortige Ernennung zum Professor 1903).
Ahlborns Forschungen fallen überwiegend in das Gebiet der Strömungsforschung, oft zunächst als Vorträge beim Naturwissenschaftlichen Verein in Hamburg vorgestellt: Verhalten von Wasserblüten gegen Druck (1893), Flugbewegungen fliegender Fische, Mechanik des Vogelflugs, Luftwiderstand der schrägen Flächen (1894) usw. Seinen Analysen des Vogelflugs folgten erste Versuche zur Herstellung künstlicher Flügel und Luftwiderstandsmessungen hieran an der Hamburger Sternwarte. Ahlborns Studien über Flugsamen (Zanonia) und die Stabilität der Flugapparate (1897) nutzte Igo Etrich, was zur Konstruktion der Etrich Taube führte. Als Leiter der Hydrodynamischen Versuchsanstalt der Flugzeugmeisterei Adlershof bei Berlin 1916–1918 war Ahlborn mit der Ausarbeitung der ersten Stromlinienformen befasst. Dort setzte er zudem die zuvor in seiner Privatwohnung in Hamburg in einem langen Versuchsbecken durchgeführten Tests (und mit Hilfe eines Freundes: auch unter Wasser gemachten Aufnahmen) von Wellenbewegungen im Hinblick auf die Konstruktion von U-Booten fort. „Nach Kriegsende wandte er sich der Untersuchung der Physik der freien Atmosphäre zu und machte grundlegende Experimentaluntersuchungen über die großen Zirkulationserscheinungen der Atmosphäre und über die Turbulenz und den Mechanismus des Widerstandes an Kugeln.“
Ein Teilnachlass befindet sich beim Deutschen Museum. Friedrich Ahlborn ist der Bruder des Naturwissenschaftlers Hermann Ahlborn und Vater von Knud Ahlborn.
Friedrich Ahlborn wurde in der Familiengrabstätte auf dem Friedhof Ohlsdorf beigesetzt. Sie liegt im Planquadrat AF 30 unmittelbar bei Kapelle 6.

## Werke (Auswahl)
- Untersuchungen über das Gehirn der Petromyzonten. Engelmann, Leipzig 1883.
- Der Flug der Fische. Lütcke und Wulff, Hamburg 1895 (Osterprogr. vom Johanneum in Hamburg, 56 S.).
- Zur Mechanik des Vogelfluges. Friederichsen, Hamburg 1896. Nachdruck: Outlook Verl., Bremen 2011.
- Über die Stabilität der Flugapparate. in: Abhh. aus d. Gebiet d. Naturwiss., hrsg. v. Naturwiss. Ver. Hamburg, Bd. 15, 1897, S. 1–51.
- Mechanismus d. Widerstands flüssiger Medien, in: Physikal. Ztschr., Bd. 3, 1901.
- Über d. Mechanismus d. hydrodynamischen Widerstandes. Friederichsen, Hamburg 1902.
- Der Segelflug. Erklärung des Segelfluges der Vögel. Die Möglichkeit des Fliegens ohne Motor. R. Ouldenburg, München u. Berlin 1921.
- Die drei großen Zirkulationen d. Atmosphäre, in: Btrr. z. Physik d. freien Atmosphäre, Bd. 11, Straßburg 1923/24.
- Magnuseffekt in Theorie u. Wirklichkeit, in: Ztschr. f. Flugtechnik u. Motorluftschiffahrt, Bd. 20, 1929.
- Dynamik d. Regens, in: Physikal. Ztschr., Bd. 32, 1931.
- Turbulenz u. Mechanismus d. Widerstandes an Kugeln u. Zylindern, in: Ztschr. f. techn. Physik, Jg. 12, 1931.